# Federico Santander
Federico Javier Santander Mereles (født 4. juni 1991 i San Lorenzo, Paraguay) er en professionel fodboldspiller, der spiller for den italienske Serie-A klub Bologna.

## Karriere
Santander spillede som ungdomsspiller i Club Guaraní, hvor han blev en del af klubbens U20-hold, der vandt en international turnering afviklet i Valencia i Spanien. Efter turneringssejren var han til prøvetræning i AC Milan. Han fik sin debut på Guaranís førstehold i 2008 som 16-årig. Han scorede i debutkampen i 5-2 sejren over Tacuary. Den 31. august 2010 skrev han kontrakt med den franske klub Toulouse FC.
I februar 2012 skrev han kontrakt med Racing Club for 3 år. I juli 2012 skiftede Santander til argentinske Tigre på en etårig lejeaftale.
Den 14. juni 2015 blev det offentliggjort, at Santander havde skrevet en fem-årig kontrakt med F.C. København, hvor han får trøje nr. 19. Han fik sin debut i Superligaen den 2. august 2015 i en kamp mod SønderjyskE, hvor han både assisterede Thomas Delaney og William Kvist.

## Landsholdskarriere
Han debuterede som landsholdsspiller for Paraguay den 9. oktober 2010.